# Complotto di Fort Dix
 Il complotto per l'attacco a Fort Dix del 2007 ha coinvolto un gruppo di sei musulmani che sono stati giudicati colpevoli di cospirazione per aver organizzato un agguato contro il personale militare statunitense di stanza a Fort Dix, nel New Jersey. Il presunto obiettivo del gruppo era "uccidere quanti più soldati possibile".
Sono stati arrestati dal Federal Bureau of Investigation (FBI) l'8 maggio 2007 e sono stati giudicati in un tribunale federale nell'ottobre del 2008. Il 22 dicembre dello stesso anno, cinque di loro sono stati ritenuti colpevoli di cospirazione, era nelle loro intenzioni uccidere il personale militare statunitense; quattro sono stati condannati all'ergastolo, mentre uno ha ricevuto 33 anni di carcere. Si pensava che il membro rimanente avesse avuto un ruolo minore nel complotto ed è stato condannato a cinque anni di carcere per reati legati al possesso di armi.
Alcuni accusarono l'FBI di complotto, affermando che siano stati gli informatori al soldo dell'FBI a creare la cospirazione (erano stati utilizzati due detenuti, uno dei quali stava rischiando l'espulsione). Inoltre sottolinearono questioni come l'assistenza inefficace degli avvocati difensori, la mancanza di imparzialità del giudice e l'assenza di prove esplicite di partecipazione al presunto complotto. I tre fratelli Duka, Shnewer e Abdullahu sono stati chiamati Fort Dix Five (I cinque di Fort Dix).

## Sospetti
- Dritan Duka (28 anni), Shain Duka (26) ed Eljvir Duka (23) sono di etnia albanese di Debar, nella Repubblica di Macedonia. La famiglia Duka è entrata illegalmente negli Stati Uniti attraverso il Messico nell'ottobre 1984. Nel 1989 il padre, Ferik Duka, ha chiesto asilo al Servizio di immigrazione e naturalizzazione e ha riconosciuto l'ingresso illegale della famiglia nel paese.[8]

I fratelli avevano diversi precedenti. Tra il 1996 e il 2006, la polizia di Cherry Hill ha accusato Dritan e Shain Duka di una serie di reati, tra cui possesso di marijuana, comportamento improprio, vagabondaggio, disturbo della quiete e ostacolo alla giustizia. Sono stati multati tra $ 20 e $ 830 in varie occasioni e rimandati a casa. Secondo i documenti del tribunale i tre fratelli sono stati anche multati circa 50 volte tra il 1997 e il 2006, più di venti dalla polizia di Cherry Hill per eccesso di velocità, guida senza patente, guida durante il ritiro della patente, mancata comparizione in tribunale e altre accuse.
In tribunale, l'informatore principale dell'FBI, Mahmoud Omar, ha confessato che Shain e Dritan non erano a conoscenza del piano per attaccare Fort Dix. Sette anni dopo il processo, Omar ha dichiarato: "Non so ancora perché i Dukas siano in prigione". Alla fine Omar è stato pagato $ 238 000 per il suo ruolo nel caso. I fratelli Duka stanno scontando l'ergastolo.
- Mohamad Ibrahim Shnewer (22 anni), un tassista palestinese della Giordania, cognato di Eljvir Duka, cittadino naturalizzato degli Stati Uniti, sta scontando una condanna a vita.
- Serdar Tatar, nato in Turchia, lavorava nella pizzeria del padre[11]; sta scontando una pena di 33 anni.
- Agron Abdullahu, di etnia albanese del Kosovo, ha detto di aver fornito istruzioni sulle armi al gruppo. Ha lavorato in un supermercato ShopRite a Buena Vista Township, nel New Jersey.[12][13][14] Si è dichiarato colpevole di un'accusa minore di cospirazione, legata alla fornitura di armi da fuoco e munizioni agli stranieri illegali[15] ed è stato rilasciato nel 2009.

## Contesto
I sei uomini fecero un viaggio sulle montagne di Poconos, dove presumibilmente si esercitarono a sparare con "armi semiautomatiche" in un poligono di tiro a Gouldsboro, in Pennsylvania. Il poligono di tiro, a Pennsylvania State Game Land 127, è gestito dalla stato della Pennsylvania. Un gruppo di dieci uomini aveva registrato filmati mentre sparavano e gridavano Allahu Akbar ("Dio è grande"). Si erano anche filmati mentre sciavano, giocavano a paintball e andavano a cavallo durante il viaggio; per questi motivi la difesa ha sostenuto che non si trattava di un video di addestramento di terroristi.
Il 31 gennaio 2006 gli uomini hanno portato il video al Circuit City di Mount Laurel, nel New Jersey, per convertirlo in un DVD. Dopo averlo visto due dipendenti del negozio, Brian Morgenstern, e un altro non nominato nell'atto di accusa, hanno allertato le autorità, che hanno avviato un'indagine su vasta scala.
Un informatore dell'FBI si è infiltrato nel gruppo per raccogliere informazioni. La pianificazione del gruppo è stata ripresa in video e audiocassetta dalle autorità federali. Si sono formati anche a Cherry Hill, nel New Jersey. Il procuratore degli Stati Uniti Chris Christie (successivamente eletto governatore del New Jersey) ha affermato che uno dei sospettati è stato in grado di disegnare a memoria una mappa dettagliata di Fort Dix. Serdar Tatar è persino andato alla polizia di Filadelfia per riferire di essere stato sottoposto a pressioni per fornire una mappa di Fort Dix e che sospettava un piano terroristico. Tuttavia, non ha avuto risposta dalle autorità.
Dopo questi avvenimenti gli uomini hanno continuato a svolgere normalmente il loro lavoro. I fratelli Duka, Eljvir, Dritan e Shain (albanesi), lavoravano nel campo dei materiali per coperture. Agron Abdullahu (albanese), Serdar Tatar (un immigrato legale turco) e Mohamad Ibrahim Shnewer (un cittadino americano della Giordania) hanno svolto una serie di lavori, tra cui quello di tassista e impiegato per 7-Eleven.
Secondo le notizie, cinque degli uomini arrestati intendevano attaccare la base militare di Fort Dix e uccidere quanti più militari possibile. Il sesto uomo arrestato, Abdullahu, è stato accusato di favoreggiamento e complicità per il possesso delle armi da fuoco dei fratelli Duka. In una conversazione registrata, Shnewer ha detto all'informatore dell'FBI "Il mio intento era quello di colpire una forte concentrazione di soldati [. . . ] Colpisci quattro, cinque o sei Humvee, illumini l'intero posto e ti ritiri senza nessuna perdita".
Gli uomini hanno cercato, senza successo, di acquistare armi da un informatore dell'FBI, tra cui un AK-47, un M16, una semiautomatica SIG Sauer da 9 millimetri e una Smith & Wesson da 9 mm. L'informatore ha dichiarato che le armi dovevano provenire da un trafficante di armi militari di Baltimora, nel Maryland, che era recentemente tornato dall'Egitto.
Uno degli uomini del complotto è stato registrato su un nastro di sorveglianza mentre commentava una conferenza di Anwar al-Awlaki, un importante religioso musulmano di cittadinanza americana e yemenita, che si è nascosto in Yemen dopo essersi radicalizzato in prigione nel 2006- 2007 (è stato oggetto di un omicidio mirato ordinato dal presidente Obama nel 2010 a causa delle sue numerose, presunte, attività terroristiche, fu ucciso nel settembre 2011 da un drone statunitense nello Yemen). In quel nastro, Shain Duka ha esclamato "Devi ascoltare questa conferenza... è la verità, è esattamente così!"

## Prove
I sei sospetti sono stati incriminati il 5 giugno 2007 e il 14 giugno sono stati chiamati in giudizio presso il tribunale federale di Camden, nel New Jersey, dove si sono dichiarati non colpevoli. Il giudice distrettuale degli Stati Uniti Robert B. Kugler lo ha definito "un caso insolito" e ha chiesto che il processo iniziasse ai primi di ottobre aggiungendo: "Se il governo non è in grado di dimostrare la loro colpevolezza, non dovrebbero essere in prigione. Voglio che questa situazione si chiarisca".
Agron Abdullahu, sospettato di avere il ruolo mionore nel complotto, ha accettato un patteggiamento per un massimo di 5 anni di carcere per i suoi reati legati al possesso delle armi. I pubblici ministeri affermano che, sebbene Abdullahu avesse fornito le armi agli altri cinque uomini, allo stesso tempo si era opposto all'idea di attaccare la base militare.
Le argomentazioni di apertura sono state presentate il 20 ottobre 2008. L'assistente del procuratore degli Stati Uniti William Fitzpatrick ha affermato che gli imputati erano ispirati dal jihad, dicendo che "la loro motivazione era di difendere l'Islam. La loro ispirazione è stata Al Qaeda e Osama bin Laden. La loro intenzione era di attaccare gli Stati Uniti". I pubblici ministeri hanno presentato le registrazioni del complotto ottenute da due informatori al soldo dell'FBI, durante un'indagine sotto copertura di 16 mesi; così come dei video sospetti che sono stati trovati sul computer di un imputato. Gli avvocati della difesa hanno ribattuto che i video, ritenuti dall'accusa come video di addestramento al terrorismo, mostravano gli imputati in vacanza esibendo "false spavalderie". Hanno attaccato la credibilità dei testimoni dell'accusa. L'informatore Mahmoud Omar ha confessato, durante il processo, che due fratelli Duka, Dritan e Shain, non sapevano nulla del complotto di Fort Dix: "Non avevano niente a che fare con questo", ha detto. Il 22 dicembre 2008, la giuria ha ritenuto gli imputati colpevoli dell'accusa di cospirazione per danneggiare il personale militare statunitense. Sono stati assolti dall'accusa di tentato omicidio.
Dritan e Shain Duka sono stati condannati all'ergastolo per la cospirazione, con ulteriori 30 anni per le relative accuse di possesso d'armi. Eljvir Duka e Mohamad Shnewer sono stati entrambi condannati all'ergastolo e Serdar Tatar è stato condannato a 33 anni di reclusione.
Un rapporto NPR del 2011 ha affermato che alcuni degli uomini associati a questo gruppo sono stati imprigionati in un'unità di gestione delle comunicazioni altamente restrittiva.
Nel giugno 2016, il giudice Robert Kugler ha negato le richieste di nuovo processo. Nella sua decisione, il giudice Kugler, cioè lo stesso del processo originale ha dichiarato che i Dukas erano consapevoli del loro diritto di testimoniare e hanno deciso consapevolmente di non farlo. L'avvocato di Shain Duka, Robert Boyle, ha definito la decisione del giudice "deludente ma non del tutto inaspettata" e ha detto che avrebbe impugnato la decisione. Lynne Jackson, un avvocato di SALM, ha dichiarato: “I sostenitori di Fort Dix Five continueranno a difenderli e continueranno a chiedere giustizia per i fratelli. Non ci arrenderemo mai finché non saranno liberi".

## Reclusioni
Eljvir Duka è attualmente detenuto presso il penitenziario degli Stati Uniti, Florence High, Dritan Duka è nel penitenziario degli Stati Uniti, Marion e Shain Duka sono presso il penitenziario degli Stati Uniti, Florence ADMAX.
Mohamad Shnewer sta scontando l'ergastolo presso il penitenziario degli Stati Uniti, Terre Haute, una struttura di massima sicurezza in Indiana.
Serdar Tatar sta scontando la sua condanna a 33 anni presso la Federal Correctional Institution a Memphis, una struttura di media sicurezza nel Tennessee, e dovrebbe essere rilasciato nel 2036.

## Cronologia degli eventi
- 31 gennaio 2006 - Un individuo porta un nastro alla Circuit City nel New Jersey per la duplicazione e il trasferimento su DVD. Il video mostra dieci giovani uomini che conducono un addestramento d'assalto in stile milizia e che sparano con le armi a un poligono di tiro mentre gridano "Allahu Akbar". I dipendenti di Circuit City, Brian Morgenstern e un altro non citato finora, che hanno visto il video, hanno contattato il Mt. Laurel Police che, a sua volta, ha contattato l'FBI.
- Nell'aprile 2006, l'FBI ha assunto l'informatore Mahmoud Omar per avvicinare i sospettati.[37]
- 11 agosto 2006 - Mohamad Ibrahim Shnewer si reca a Fort Dix e a Fort Monmouth per condurre le indagini.
- 13 agosto 2006 - Shnewer si reca alla Dover Air Force Base, Delaware per condurre le indagini.
- 13 agosto 2006 - Shnewer si reca all'edificio della Guardia Costiera degli Stati Uniti a Filadelfia, in Pennsylvania, per condurre le indagini.
- 16 agosto 2006 - Shnewer si reca alla stazione di ingegneria aeronautica navale di Lakehurst per condurre le indagini.
- 28 novembre 2006 - Serdar Tatar, che in precedenza aveva consegnato la pizza a Fort Dix, ottiene una mappa dell'installazione militare di Fort Dix tramite il ristorante che consegna pizze del suo datore di lavoro, che serve la base militare.[38]
- 2 febbraio 2007 - Dritan Duka, Eljvir Duka e Sulayman Shain Duka conducono addestramento sulle armi a Gouldsboro (Pennsylvania).[16]
- 4 febbraio 2007 - Mohamad Ibrahim Shnewer, Dritan Duka, Eljvir Duka e Sulayman Shain Duka esaminano i materiali di addestramento dei terroristi.
- 26 febbraio 2007 - Dritan Duka ed Eljvir Duka eseguono l'addestramento alle armi a Cherry Hill.
- 15 marzo 2007 - Dritan Duka e Sulayman Shain Duka eseguono l'addestramento alle armi a Cherry Hill.
- 16 aprile 2007 - Dritan Duka contatta un trafficante di armi (un informatore dell'FBI) per ottenere armi.
- 7 maggio 2007 - L'FBI arresta sei membri del gruppo.
- 22 dicembre 2008 - Una giuria federale ritiene cinque dei sei imputati colpevoli di cospirazione per commettere un atto di terrorismo e per il possesso illegale di armi.

## Disco rigido recuperato
Sul disco rigido di un laptop, recuperato nel luglio 2019, sono stati recuperati il testamento di due dei dirottatori negli attacchi dell'11 settembre  , e i discorsi di reclutamento dei militanti islamisti tenuti da Osama bin Laden e altro.